# Bačka (hop)
Bačka is een hopvariëteit, gebruikt voor het brouwen van bier. Het is een oude hopvariëteit die uitsluitend in de Servische regio Batsjka in de provincie Vojvodina werd geteeld.
Deze hopvariëteit is een “aromahop”, bij het bierbrouwen voornamelijk gebruikt vanwege zijn aromatische eigenschappen.

## Kenmerken
- Alfazuur: 3,1-6,9%
- Bètazuur: 4-7,4%
- Eigenschappen: